# Systenoplacis michielsi
Systenoplacis michielsi là một loài nhện trong họ Zodariidae.
Loài này thuộc chi Systenoplacis. Systenoplacis michielsi được Rudy Jocqué miêu tả năm 2009.